# Ti dedico il silenzio
Ti dedico il silenzio è un singolo del cantautore italiano Ultimo, pubblicato il 14 dicembre 2018 come quarto estratto dal secondo album in studio Peter Pan.

## Descrizione
A proposito di questo brano, il cantautore romano ha rivelato:

## Video musicale
Il video musicale, diretto da Lorenzo Piermattei, è stato pubblicato il 17 dicembre 2018 attraverso il canale YouTube della Honiro e mostra il cantautore esibirsi in concerto. Le immagini sono tratte dai concerti tenuti al PalaLottomatica di Roma il 1º e il 2 novembre 2018 e al Mediolanum Forum di Milano il 4 novembre 2018.

## Tracce
Testi e musiche di Niccolò Moriconi.
1. Ti dedico il silenzio – 3:54

## Classifiche

### Classifiche settimanali
| Classifica (2019) | Posizione massima |
| ----------------- | ----------------- |
| Italia            | 25                |

### Classifiche di fine anno
| Classifica (2019) | Posizione massima |
| ----------------- | ----------------- |
| Italia            | 66                |